# Bryan Dabo
Bryan Dabo (Marsella, Francia, 18 de febrero de 1992) es un futbolista internacional burkinés. Juega de centrocampista y su equipo es el Sepahan S. C. de la Iran Pro League.

## Clubes
| Club                            | País       | Año       |
| ------------------------------- | ---------- | --------- |
| Montpellier H. S. C.            | Francia    | 2013-2016 |
| Blackburn Rovers F. C. (cedido) | Inglaterra | 2014      |
| A. S. Saint-Étienne             | Francia    | 2016-2018 |
| ACF Fiorentina                  | Italia     | 2018-2020 |
| S. P. A. L. (cedido)            | Italia     | 2020      |
| Benevento Calcio                | Italia     | 2020-2021 |
| Çaykur Rizespor                 | Turquía    | 2021-2022 |
| Aris Salónica F. C.             | Grecia     | 2022-2023 |
| Sepahan S. C.                   | Irán       | 2023-     |